# Autoba cocciphaga
Autoba cocciphaga är en fjärilsart som beskrevs av Edward Meyrick 1887. Autoba cocciphaga ingår i släktet Autoba och familjen nattflyn. Inga underarter finns listade i Catalogue of Life.